# Fou Ts'ong
Fou Ts'ong (Čínsky: 傅聰; Pchin-jinem: Fù Cōng; českou transkripcí jména Fu Cchung; 10. března 1934 – 28. prosince 2020) byl čínsko-britský klasický klavírista, první pianista čínského původu, který dosáhl mezinárodního uznání. Do popředí zájmu se dostal poté, co vyhrál třetí cenu a Cenu Polského rozhlasu za nejlepší provedení Chopinových mazurek na V. mezinárodní Chopinově klavírní soutěži v roce 1955; i později zůstal známým interpretem Chopinovy hudby.

## Život
Fou Ts'ong se narodil v Šanghaji 10. března 1934 v rodině intelektuálů; měl bratra jménem Fu Min a jeho otec byl překladatel Fu Lej. Fouovi rodiče byli za kulturní revoluce šikanováni, pročež v září 1966 spáchali sebevraždu.

Fou začal studovat hru na klavír u Maria Paciho, italského zakladatele Šanghajského symfonického orchestru. V roce 1951 debutoval ve svém rodném městě Šanghaji provedením Beethovenova Klavírního koncertu č. 5. Úředníci v Pekingu pak Foua vybrali, aby se účastnil klavírních soutěží ve východní Evropě. V roce 1953 získal třetí cenu na Mezinárodní soutěži Georga Enesca. Téhož roku, ve věku devatenácti let, se přestěhoval do Evropy, aby pokračoval ve studiu na Státní hudební škole ve Varšavě (nyní Univerzita Fryderyka Chopina ve Varšavě) u Zbigniewa Drzewieckého. V roce 1955 získal Fou třetí cenu a Cenu Polského rozhlasu za nejlepší podání Chopinových Mazurek na V. mezinárodní Chopinově klavírní soutěži. Během studií ve Varšavě Fou koncertoval ve východní Evropě.

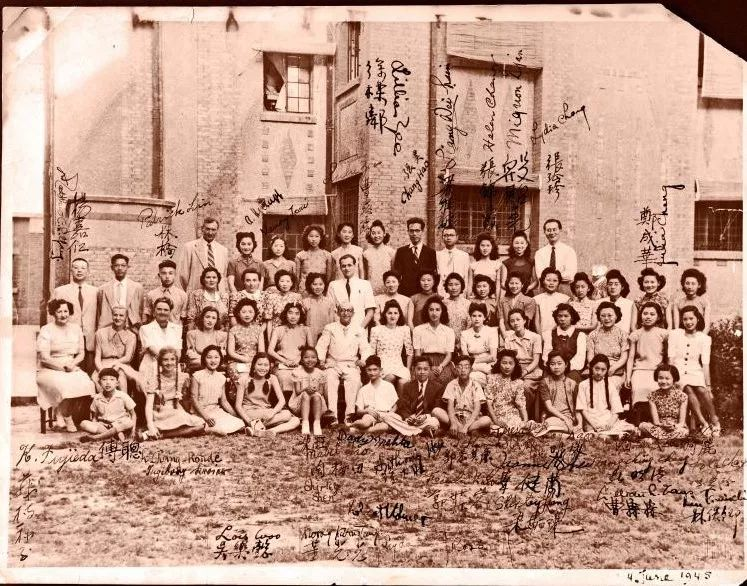
Mario Paci (střed druhé řady) se svými kolegy a studenty v Šanghaji roku 1945. V první řadě jsou dva jeho nejmladší studenti: Fou (vpředu vlevo) a Wu Yili (vpředu vpravo).

V roce 1958 nebo 1959 se Fou natrvalo usadil v Londýně a brzy začal koncertovat po západní Evropě a Spojených státech. V roce 1959 vystoupil pod Carlem Marií Giulinim v Royal Albert Hall. S Newyorskou filharmonií debutoval v listopadu 1961 pod vedením Paula Paraye v Chopinově Klavírním koncertu č. 2 (op. 21). Harold C. Schonberg z The New York Times nazval Foua „poctivým hudebníkem“, ale jinak byl k výkonu kritický a jeho pojetí skladby označil jako „tvrdé a někdy neohrabané, postrádající půvab, šarm a komplexitu, kterou Chopinův koncert f moll vyžaduje“.
V roce 1963 byl Fou nominován na cenu Grammy pro nejslibnějšího nového klasického umělce za nahrávku Scarlattiho sonát. V roce 1964 debutoval recitálem na newyorské radnici. Recenze The New York Times byla příznivější než u jeho debutu s filharmonií, přičemž zaznamenala jeho „obdivuhodný lyrismus“ ve skladbách Mozarta, Schuberta a Debussyho. I později se Fou do New Yorku vracel; Bernard Holland z The New York Times při recenzování recitálu z roku 1987 v sále Alice Tully Hall popsal Foua jako „umělce, který využívá své značné pianistické nadání k dosažení hudebních cílů, a nikoli aby se předváděl“, a zaznamenal jeho „ucho citlivé pro barvy a neuchopitelný dar melodie, umožňující protahovat a stlačovat lineární pohyb, aby ukázal harmonické napětí.“ V roce 1967 Fou provedl Griegův klavírní koncert s orchestrem BBC Symphony Orchestra pod vedením Colina Davise v rámci festivalu First Night of the Proms. Zhruba v té době také vystupoval v klavírním triu s Hughem Maguirem a Jacquelinou du Pré. Vystupoval také v Austrálii, Jižní Americe a na Dálném východě.
Fou zůstával spojen s Chopinovou hudbou a jeho recitály často zahrnovaly několik Chopinových děl. Hermann Hesse psal v roce 1960 o Fouově podání Chopina, že překonalo předchozí mistry, Paderewskiho, Fischera, Lipattiho, Cortota. Slyšet Foua, napsal, znamenalo slyšet „čisté zlato“, jak hraje sám Chopin. „Dýchalo to vůní fialek, vůní deště na Mallorce i exkluzivních salonů, zvonilo to melancholií i duchem módy, rytmická struktura byla stejně jemná jako dynamika. Byl to zázrak.“ James Methuen-Campbell ve Fouově heslu v Grove's Dictionary také vyzvedává jeho interpretace Debussyho, Mozarta a pozdního Schuberta a zdůrazňuje jeho „jemný úder a pronikavou citlivost“. Fouova hra získala i chválu od kolegů hudebníků. V roce 1965 Martha Argerichová uznala vliv jeho nahrávek, když vyhrála Mezinárodní Chopinovu soutěž. V roce 1994 Fouovi přátelé a kolegové klavíristé Argerichová, Leon Fleisher a Radu Lupu společně vydali CD s názvem The Pianistic Art of Fou Ts'ong (Klavírní umění Foua Ts'onga); v poznámkách na obalu CD prohlásili Foua za „jednoho z největších klavíristů naší doby". Čínský pianista Lang Lang uvedl Foua jako svůj vzor a pochválil jeho „jedinečné“ chápání hudby.
Mezi další Fouovy nahrávky patří Chopinovy mazurky pro Sony a Mozartův klavírní koncert č. 7 pro tři klavíry s Vladimirem Ashkenazym, Danielem Barenboimem a Anglickým komorním orchestrem.
Fou byl členem poroty Hudební soutěže královny Alžběty v letech 1991, 1999, 2003, 2007, a 2010. Působil také v porotě Chopinovy soutěže v letech 1985 a 2010 a v porotě Mezinárodní klavírní soutěže Paloma O'Shea Santandera v roce 2002.
V letech 1960 až 1969 byl Fou ženatý se Zamirou Menuhinovou, dcerou Yehudiho Menuhina, se kterou měl syna. Jejich manželství skončilo rozvodem. Krátké manželství s Hijong Hyunovou v letech 1973 až 1976 bylo také rozvedeno. V roce 1987 se Fou oženil s čínskou pianistkou Patsy Tohovou, se kterou měl syna.
Fou zemřel na Covid-19 v Londýně 28. prosince 2020 ve věku 86 let.